# Sabanagrande
Sabanagrande ist eine Gemeinde (municipio) im Departamento Atlántico in Kolumbien.

## Geographie
Sabanagrande liegt in der Subregion Centro-Oriente in Atlántico auf einer Höhe von 9 m ü. NN, 20 km von Barranquilla entfernt und hat eine Jahresdurchschnittstemperatur von 28 °C. Sabanagrande liegt am Río Magdalena nahe der Mündung des Flusses in die Karibik. Die Gemeinde grenzt im Norden an Malambo, im Süden an Santo Tomás, im Osten an den Río Magdalena und an Sitionuevo im Departamento del Magdalena und im Westen an Polonuevo.

## Bevölkerung
Die Gemeinde Sabanagrande hat 36.144 Einwohner, von denen 34.465 im städtischen Teil (cabecera municipal) der Gemeinde leben (Stand: 2022).

## Geschichte
Das Gebiet von Sabanagrande wurde ab etwa 1620 besiedelt. Die offizielle Gründung erfolgte wahrscheinlich 1704. Die erste Besiedlung erfolgte von Sitionuevo aus, von wo die Menschen vor Hochwasser auf die andere Flussseite flohen. Seit 1857 hat Sabanagrande den Status einer Gemeinde.

## Wirtschaft
Die wichtigsten Wirtschaftszweige von Sabanagrande sind die Fischerei und die Landwirtschaft. Insbesondere werden Mais, Maniok, Tomaten und Gemüse angebaut.